# Иън Банкс
Иън Банкс (на английски: Iain Banks) е шотландски писател. В България е издаден като Йеин М. Бенкс.

### Серия „Културата“ (The Culture)
- 1987 – Consider Phlebas
- 1988 – Играчът на играчите (The Player of Games)
- 1990 – Use of Weapons
- 1996 – Excession
- 1998 – Inversions
- 2000 – Look to Windward
- 2008 – Matter
- 2010 – Surface Detail
- 2012 – The Hydrogen Sonata

### Самостоятелни романи
- 1984 – Фабрика за буболечки (The Wasp Factory)
- 1985 – Walking on Glass
- 1986 – The Bridge
- 1987 – Espedair Street
- 1989 – Canal Dreams
- 1992 – The Crow Road
- 1993 – Съучастие (Complicity)
- 1993 – Against a Dark Background
- 1994 – Feersum Endjinn
- 1995 – Whit
- 1997 – A Song of Stone
- 1999 – The Business
- 2002 – Dead Air
- 2004 – The Algebraist
- 2007 – The Steep Approach to Garbadale
- 2009 – Transition
- 2012 – Stonemouth
- 2013 – The Quarry

### Сборници
- 1991 – The State of the Art
- 2010 – The Spheres

### Други
- 2003 – Raw Spirit